# Sakelariusz
Sakelariusz (gr: σακελλάριος, sakellarios) – w administracji bizantyńskiej generalny kontroler finansów.
Urząd ten doszedł w państwie bizantyńskim do wielkiego znaczenia w VII wieku wraz z upadkiem wcześniejszych organów centralnego zarządu finansów takich jak comitiva sacrarum largitionum i comitiva rerum privatum. Rosnące potrzeby prefektury pretorium powodowały, że zaczęła ona sięgać zarówno po dochody res privatae jak i largitiones. W tej sytuacji pozbawiana środków comitiva sacrum larigitionum coraz częściej zaczęła zwracać się o środki do sakelion, prywatnej szkatuły cesarza. Spowodowało to wzrost znaczenia stojącego na jej straży sakelariusza, który w VII wieku faktycznie przejął funkcje comesa sacrarum largitionum. Kontrolę nad całokształtem aparatu skarbowego sprawował do XII wieku, kiedy zastąpił go megas logariastes.